# Gegesik Kulon
Gegesik Kulon is een bestuurslaag in het regentschap Cirebon van de provincie West-Java, Indonesië. Gegesik Kulon telt 5333 inwoners (volkstelling 2010).